# Willi Schuh (Fußballspieler)
Willi Schuh (* 12. April 1922; † November 1995) war ein deutscher Fußballspieler.

## Karriere
Aus der Jugendmannschaft des FC Schalke 04 hervorgegangen, rückte Schuh 17-jährig in die erste Mannschaft auf. Er gehörte gemeinsam mit Herbert Burdenski und Bernhard Füller zur sogenannten „dritten Generation“ des Gelsenkirchner Klubs; er sollte den ausgeschiedenen Stürmer Willi Mecke ersetzen. Trotz seiner Jugend erkämpfte er sich schnell einen Stammplatz im Schalker Sturm. In der Saison 1939/40 wurde er mit seiner Mannschaft Westfalenmeister und nahm an der Endrunde um die Deutsche Meisterschaft teil. Dort wurde er vom vierten Gruppenspiel an in allen Begegnungen bis zum Endspiel eingesetzt. Beim 16:0-Kantersieg über den CSC 03 Kassel erzielte er drei Tore; im Halbfinale erzielte er den 3:1-Siegtreffer gegen den SV Waldhof Mannheim. Insgesamt erzielte Schuh während dieser Endrunde sechs Tore. Mit dem 1:0-Endspielsieg über den Dresdner SC gewann er 1940 seinen einzigen Titel im Seniorenbereich. In dieser Begegnung war er als linker Außenstürmer aufgeboten worden. Obwohl er auch in Meisterschaftsendrunden 1941, 1943 und 1944 zum Schalker Aufgebot gehörte, in denen er insgesamt fünfmal eingesetzt wurde, stand er nie wieder in einem Endspiel. Als Schalke 1942 seinen sechsten Titel gewann, gehörte er überhaupt nicht zum Endrundenaufgebot. Er spielte bis zum Saisonende 1948/49 für den FC Schalke 04 in einer der seit 1945 neu gegründeten Oberligen und beendete danach seine Karriere als Fußballspieler.

## Erfolge
- Deutscher Meister 1940